# The Bogotá City Railway Company
The Bogotá City Railway Company fue la entidad encargada de controlar la concesión del tranvía de Bogotá durante sus primeros años, entre 1884 y 1910, cuando fue vendida al municipio. En su historia pesó la separación de Panamá de Colombia, a principios del siglo XX, pues la compañía contaba con capital estadounidense, y la participación de ese país en la secesión del istmo aumentó en Colombia un fuerte sentimiento antinorteamericano.  La empresa fue vendida tras ser boicoteada tras un incidente menor sobre un  tiquete no pagado.

## Historia
El primer transporte ferroviario de Bogotá fue una línea de carros a tracción animal que abrió en 1884. Un grupo de empresarios norteamericanos obtuvo el permiso para operar en Colombia y fundó la Bogotá City Railway Co. en Nueva York, el 30 de octubre de 1883. El 13 de enero de 1884 ordenó 16 tranvías de dos ejes desde la J. G. Brill Co. de Filadelfia: ocho carros cerrados, numerados 1-8, y ocho carros abiertos, numerados 9-16. 
La compañía fue llamada Ferrocarril de Bogotá en Colombia. Inauguró el servicio de tranvías el 1 de diciembre de 1884. La primera ruta iba desde el Parque Santander subiendo por la carrera Séptima hasta la Calle 26, luego a través de la carrera 13 hasta la calle 67 en el barrio de Chapinero. El depósito de tranvías estaba en la calle 57. La BCR extendió la línea poco después hasta la Plaza de Bolívar.
Un aspecto excepcional del sistema de tranvías de Bogotá fue el uso de trocha métrica, que era desconocida en los Estados Unidos y que no se usó en ninguna otra parte de Colombia hasta que el Ferrocarril de la Sabana, un ferrocarril a vapor, abrió su primera línea en 1889. La mayor parte de los ferrocarriles y tranvías de Colombia usaron una trocha de 914 mm (3 pies).
En 1890, Brill envió al sistema de tranvías de Bogotá tres carros de carga y 16 bogies nuevos para sus carros de pasajeros. La BCR reinstaló sus rieles en 1894.

### Tranvía eléctrico de Panamá
El primer tranvía eléctrico de Colombia, en teoría, fue una línea construida por una firma británica en 1893 en Ciudad de Panamá, que en ese entonces era un departamento de Colombia. Pero dicha línea cerró en 1898 y Panamá se separó de la república en 1903. La Ciudad de Panamá construyó otro sistema de tranvías eléctricos en 1913.
La participación norteamericana en la secesión de Panamá y la creación de la Zona del Canal, produjo un sentimiento antinorteamericano en Colombia que duró muchos años.

### Línea de Chapinero
Después de que en 1907 abriera el sistema de tranvías eléctricos en Caracas, la BCR comenzó a electrificar la línea a Chapinero en Bogotá. La trocha métrica fue mantenida y fue construido un nuevo depósito en la calle 26. El 21 de agosto de 1907, la BCR envió a J. G. Brill una orden por seis tranvías eléctricos de 8 escaños, numerados 1-6.
Tal como los carros a tracción animal, los primeros tranvías eléctricos de Bogotá fueron transportados en partes, desde el nivel del mar hasta una altitud de 2.610 m s. n. m., sobre lomos de mulas. Los nuevos vehículos llegaron a Bogotá a comienzos de 1908, pero no entraron en operación hasta más de dos años. 
La construcción de la línea eléctrica estaba retrasada y los carros a tracción animal estaban aún corriendo a Chapinero en 1910. El servicio de tranvías se había deteriorado y la hostilidad contra la compañía norteamericana aumentaba.

### Incidente de 1910 y fin de la compañía
El 7 de marzo de 1910, un niño trató de subirse a un tranvía sin pagar la tarifa. El conductor lo echó y lo golpeó. Se juntó una muchedumbre, llegó la policía y el empleado de la BCR por poco pierde la vida. El sistema de tranvías estuvo cerrado durante una semana. 
Reabrió el 16 de marzo, pero el público no se subía a los carros. La BCR mantuvo la línea cerrada durante cuatro meses, finalmente puso en servicio algunos de sus nuevos carros eléctricos el 20 de julio, el día de la Independencia de Colombia. 
Pero el boicot continuó. El 1 de septiembre de 1910, los empresarios neoyorquinos vendieron el sistema de tranvías a la ciudad, la que formó la nueva compañía Tranvía Municipal de Bogotá. Los colombianos restablecieron el servicio comercial en el mes de octubre.
El TMB mejoró el servicio tranviario y expandió el sistema: fueron colocados nuevos rieles hacia el sur en la carrera 7 hasta Las Cruces, hacia el oeste en las Calles 10 y 15 hasta la estación ferroviaria en Paiba, en la carrera 13 y en la calle 26 hasta el Cementerio Central de Bogotá. 